# Luis Ibarra (Fußballtrainer)
Luis Osvaldo Mariano Ibarra Araya (* 3. Februar 1937 in Concepción; † 12. November 2013 in Santiago de Chile) war ein chilenischer Fußballspieler und -trainer. Als Spieler gewann der Mittelfeldspieler die chilenische Meisterschaft 1959. Er trainierte 1983 und 1986 die Nationalmannschaft Chiles.

## Vereinskarriere
Luis Ibarra spielte seine gesamte Karriere bei CF Universidad de Chile. Sein Debüt gab er im Dezember 1954 beim 1:1-Unentschieden gegen Deportes Iberia. Im Jahr 1959 wurde er mit La U chilenischer Meister, der zweite Meistertitel für den Klub und Beginn der erfolgreichen Ära des Ballet Azul. 1962 beendete Ibarra seine Karriere.

## Trainerkarriere
Ibarra trainierte 1973 Antofagasta Portuario und weitere Klubs in Chile nach einem kurzzeitigen Engagement in Bolivien bei Club Jorge Wilstermann. Im Jahr 1983 wurde er Nationaltrainer Chiles und trainierte das Team bei der Copa América 1983. Chile schied in der Gruppenphase als Zweiter aus. Nach der Copa América wurde Ibarra Trainer der Santiago Wanderers. 1986 stand er nochmal für die chilenische Auswahl in einem Freundschaftsspiel gegen Brasilien an der Seitenlinie. Danach coachte Ibarra die U-20 Chiles bei der Junioren-Fußballweltmeisterschaft 1987 und führte die Mannschaft auf den vierten Platz.

## Erfolge

### Spieler
Universidad de Chile
- Chilenischer Meister: 1959

### Trainer
Universidad de Chile
- Meister der Segunda División: 1989